# Rhinacanthus kaokoensis
Rhinacanthus kaokoensis är en akantusväxtart som beskrevs av K. Balkwill och S. Williamson. Rhinacanthus kaokoensis ingår i släktet Rhinacanthus och familjen akantusväxter. Inga underarter finns listade i Catalogue of Life.